# Sinfonia Carioca
Sinfonia Carioca é um filme brasileiro de 1955, dirigido por Watson Macedo, escrito por Cajado FIlho a partir do argumento de Watson Macedo e direção de fotografia de Mário Pagés.

## Elenco
| Ator/Atriz          | Personagem       |
| ------------------- | ---------------- |
| Eliana Macedo       | Susana           |
| Anselmo Duarte      | Ricardo          |
| Afonso Stuart       | Comendador       |
| Luiza Barreto Leite | Custódia         |
| Zezé Macedo         | Faustina         |
| Silvia Fernanda     | Noiva de Ricardo |
| Luís Ibañez         | Panchito         |
| Marco Aurélio       | Candinho         |
| Berta Loran         | —                |
| Zezé Gonzaga        | —                |
| Bill Farr           | —                |
| Rodolfo Arena       | —                |
| Edmundo Carijó      | —                |